# El Borge
El Borge è un comune spagnolo di 1 005 abitanti situato nella comunità autonoma dell'Andalusia.